# Khaled Abou El Fadl
Pour les articles homonymes, voir Fadl.
Khaled Abou el Fadl (en arabe خالد أبو الفضل ; né le 23 octobre 1963 au Kuwait) est un professeur de droit à l'université d'UCLA.

## Livres
- Reasoning with God: Reclaiming Shari'ah in the Modern Age (Rowman & Littlefield Publishers, Inc, Release Date: October 2014)
- The Search for Beauty in Islam: Conference of the Books (Rowman & Littlefield Publishers, Inc, 2006)
- The Great Theft: Wrestling Islam from the Extremists (Harper San Francisco, 2005)
- Islam and the Challenge of Democracy (Princeton University Press, 2004)
- The Place of Tolerance in Islam (Beacon Press, 2002)
- And God Knows the Soldiers: The Authoritative and Authoritarian in Islamic Discourses (UPA/Rowman and Littlefield, 2001)
- Speaking in God's Name: Islamic law, Authority and Women (Oneworld Press, Oxford, 2001)
- Conference of the Books: The Search for Beauty in Islam (University Press of America/Rowman and Littlefield, 2001)
- Rebellion and Violence in Islamic Law (Cambridge University Press, 2001)
- The Authoritative and Authoritarian in Islamic Discourses (Dar Taiba, 1997)

## Sélection d'articles académiques
- "Conceptualizing Shari‘a in the Modern State", 56 Villanova Law Review 4 (2012).
- "The Language of the Age: Shari'a and Natural Justice in the Egyptian Revolution" in: Law in the Aftermath of the Egyptian Revolution of 25 January (Harvard International Law Journal online, April 25, 2011)[1].
- "The Centrality of Shari'ah to Government and Constitutionalism in Islam" in: Constitutionalism in Islamic Countries: Between Upheaval and Continuity (eds. Rainer Grote / Tilmann Röder, Oxford University Press, 2011).
- "Fascism Triumphant?" Political Theology 10, no. 4 (2009), p. 577–581 [2]
- "Islamic Authority" in: New Directions in Islamic Thought: Exploring Reform and Muslim Tradition (eds. Kari Vogt, Lena Miller and Christian Moe, London: I.B. Tauris, 2009).
- "Islamic Law, Human Rights and Neo-Colonialism" in: Oxford Amnesty Lectures 2006: The 'War on Terror' (eds. Chris Miller, Manchester University Press, 2009).
- "The Unique and International and the Imperative of Discourse", 8 Chicago Journal of International Law, pp. 43–57 (2007).
- "Forward" in: In Inside the Gender Jihad: Women's Reform in Islam by Amina Wadud. Oxford: Oneworld Publications, 2006, pp. vii–xiv.
- "Islam and Violence: Our Forgotten Legacy" in: Islam in Transition (eds. John Donohue and John Esposito. New York, NY: Oxford University Press, 2006, p. 460–464).
- "The Crusader", Boston Review 28, no. 2 (March/April 2006)[3].
- "The Place of Ethical Obligations in Islamic Law", UCLA Journal of Islamic and Near Eastern Law, no. 4 (2005): p. 1–40.
- "Introduction" in: With God on our Side: Politics and Theology of the War on Terrorism, London: Amal Press, 2005, pp. xli–xlv.
- "A distinctly Islamic View of Human Rights: Does it exist and is it compatible with the Universal Declaration of Human Rights?", Vol. 27, No. 2, Center for Strategic and International Studies (CSIS) 27, 2005.
- "Islam and the Challenge of Democratic Commitment", in: Does Human Rights Need God? (eds. Elizabeth M. Bucar and Barbra Barnett. Wm. B. Eerdmans Publishing Co., Cambridge, U.K., 2005, p. 58–103).
- Encyclopedia of Religion and Nature, s.v. "Dogs in the Islamic Tradition and Nature." New York: Continuum International, 2005.
- "Speaking, Killing and Loving in God’s Name", The Hedgehog Review 6, no. 1 (Spring 2004) [4]
- "The Death Penalty, Mercy and Islam: A Call for Retrospection" in: A Call for Reckoning: Religion and the Death Penalty (eds. Erik C. Owens, John D. Carlson & Eric P. Elshtain. Grand Rapids, MI: Wm. B. Eerdmans Publishing Co., 2004, p. 73–105)[5].
- "Islam and the Challenge of Democratic Commitment", Fordham International Law Journal 27, no. 1 (December 2003): p. 4–71.
- "9/11 and the Muslim Transformation", dans: September 11: A Transformative Moment? Culture, Religion and Politics in an Age of Uncertainty (edited by Mary Dudziak. Duke University Press, 2003, p. 70–111).
- "The Human Rights Commitment in Modern Islam", dans: Human Rights and Responsibilities in the World Religions (eds. Joseph Runzo, Nancy M. Martin and Arvind Sharma. Oxford: Oneworld Publications, 2003, p. 301–364).
- "The Modern Ugly and the Ugly Modern: Reclaiming the Beautiful in Islam" dans: Progressive Muslims (edited by Omid Safi. Oxford: Oneworld Publications, 2003, p. 33–77) [6]
- "Islam and the State: A Short History" dans: Democracy and Islam in the New Constitution of Afghanistan (eds. Cheryl Benard and Nina Hachigian. Conference Proceedings, Rand Corporation and Center for Asia Pacific Policy, March, 2003).
- "The Culture of Ugliness in Modern Islam and Reengaging Morality", UCLA Journal of Islamic and Near Eastern Law 2, no. 1 (Fall/Winter 2002–03): 33–97.
- "The Orphans of Modernity and the Clash of Civilisations", Global Dialogue, vol. 4, no. 2 (Spring 2002), p. 1–16[7].
- "Introduction" dans: Shattered Illusions: Analyzing the War on Terrorism, London: Amal Press, 2002, p. 19–44.
- "Peaceful Jihad" dans: Taking Back Islam (edited by Michael Wolfe. Emmaus, PA: Rodale Press, 2002, p. 33–39) [8]
- "Islamic Law and Ambivalent Scholarship: A Review of Lawrence Rosen, The Justice of Islam: Comparative Perspectives on Islamic Law and Society" (Oxford: Oxford University Press, 2000). Michigan Law Review, vol. 100, no. 6, May 2002, p. 1421–1443.
- "Soul Searching and the Spirit of Shari’ah: A Review of Bernard Weiss’ The Spirit of Islamic Law." Washington University Global Studies Law Review, vol. 1, nos. 1 and 2, Winter/Summer 2002, p. 553–72.
- "Between Functionalism and Morality: The Juristic Debates on the Conduct of War" dans: Islamic Ethics of Life: Abortion, War, and Euthanasia (edited by Jonathan E. Brockopp. University of South Carolina Press, Columbia, SC: 2003, p. 103–128).
- "Islam and the Challenge of Democracy", Boston Review 28, no. 2 (April/May 2003)[9].
- "Conflict Resolution as a Normative Value in Islamic Law: Handling Disputes with Non-Muslims" dans: Faith-Based Diplomacy: Trumping Realpolitik (edited by Douglas Johnston. New York: Oxford University Press, 2003, p. 178–209).
- "The Unbounded Law of God and Territorial Boundaries" dans: States, Nations and Borders: The Ethics of Making Boundaries (eds. Allen Buchanan and Margaret Moore. Cambridge: Cambridge University Press, 2003, p. 214–227).
- "Constitutionalism and the Islamic Sunni Legacy", UCLA Journal of Islamic and Near Eastern Law 1, no. 1 (Fall/Winter 2001–02): p. 67–101.
- "Islam and Tolerance: Abou El Fadl Replies", Boston Review 27, no. 1 (February/March 2002): p. 51[10].
- "The Place of Tolerance in Islam", Boston Review 26, no. 6 (December 2001/January 2002): p. 34–36[11]. Traduit en Arabe pour une publication dans Al-Rashad.
- "Islam and the Theology of Power", Middle East Report 221 (Winter 2001): p. 28–33[12].
- "What Became of Tolerance in Islam" in: Beauty for Ashes (Edited by John Farina. New York, NY: Crossroad Publishing Company, 2001, p. 71–75)[13].
- "Negotiating Human Rights Through Language", UCLA Journal of International Law and Foreign Affairs 5, no. 2 (2001): 229–236.
- "Fox Hunting, Pheasant Shooting and Comparative Law', Co-auteure avec Alan Watson. American Journal of Comparative Law 48 (2000): 1–37.
- "The Use and Abuse of Holy War. A Review of James Johnson’s, The Holy War Idea in the Western & Islamic Traditions." Ethics and International Affairs 14 (2000): p. 133–140.
- "The Rules of Killing at War: An Inquiry into Classical Sources", The Muslim World 89, no. 2 (1999): p. 144–157.
- "Striking the Balance: Islamic Legal Discourse on Muslim Minorities" dans: Muslims on the Americanization Path? (eds. Yvonne Haddad and John Esposito. Atlanta, GA.: Scholars Press, 1998; Oxford: Oxford University Press, 1999).
- "Political Crime in Islamic Jurisprudence and Western Legal History", UC Davis Journal of International Law and Policy 4 (1998): p. 1 – 28.
- "Muslims and Accessible Jurisprudence in Liberal Democracies: A Response to Edward B. Foley's Jurisprudence and Theology", Fordham Law Review 66 (1998): p. 1227–1231.
- "Muslim Minorities and Self-Restraint in Liberal Democracies", Loyola Law Review 29, no. 4 1996, pp. 1525–1542.
- "Democracy in Islamic Law" dans: Under Siege: Islam and Democracy (edited by Richard Bulliet. New York: Middle East Institute of Columbia University, 1994).
- "Islamic Law and Muslim Minorities: The Juristic Discourse on Muslim Minorities from the Second/Eighth to the Eleventh/Seventeenth Centuries", Islamic Law and Society 1, no. 2 (1994): p. 141–187.
- "Legal Debates on Muslim Minorities: Between Rejection and Accommodation", Journal of Religious Ethics 22, no. 1, (1994): p. 127–162.
- "Tax Farming in Islamic Law: A Search for a Concept", Islamic Studies 31, no. 1 (1992): p. 5 – 32.
- "The Common and Islamic Law of Duress", Arab Law Quarterly 6, no. 2 (1991): 121–159; and Islamic Studies 30, no. 3 (1991): p. 305–350.
- "Ahkam al-Bughat: Irregular Warfare and the Law of Rebellion in Islam" dans: Cross, Crescent & Sword: The Justification and Limitation of War in Western and Islamic Tradition (eds. James Turner Johnson and John Kelsay. Westport, CT.: Greenwood Press, 1990).

## D'autres
- "The Tragedy of Great Power: The Massacre of Gaza and the Inevitable Failure of the Arab Spring", Australian Broadcasting Corporation (Aout 2014) [14]
- "Why the West Stays Silent: The Disquieting Case of Khaled al-Qazzaz", Australian Broadcasting Corporation (July 2014) [15]
- "Who's Afraid of the Islamists? From Attaturk to al-Sisi, from John Dewey to Fox News", Australian Broadcasting Corporation (May 2014) [16]
- "A State of Grace: Defending Human Rights against Terrorism and Secular Nationalism", Australian Broadcasting Corporation (January 2014) [17]
- "Dominating religion in Egypt's pseudo-secular state", Australian Broadcasting Corporation (September 2013) [18]
- "Egypt, wake up and smell the money", Australian Broadcasting Corporation (September 2013) [19]
- "Egypt in the Twilight Zone", Huffington Post (September 2013) [20]
- "I Mourn Egypt", Huffington Post (July 2013) [21]
- "The collapse of legitimacy: How Egypt's secular intelligentsia betrayed the revolution", Australian Broadcasting Corporation (July 2013) [22]
- "Egypt: Is political Islam dead?" Al-Jazeera (July 2013) [23]
- "The Perils of a ‘People’s Coup'" New York Times (July 2013) [24]
- "Did the military really save Egypt?" Australian Broadcasting Corporation (July 2013) [25]
- "Renewing Islam in these Dark Ages", Australian Broadcasting Corporation (August 2011) [26]
- "Islam and Vulgarity in the Modern Age", Australian Broadcasting Company [27]
- "The Emergence of Supremacist Puritanism in Modern Islam", Australian Broadcasting Company [28]
- "Which Clash? What Civilizations?", Australian Broadcasting Company [29]
- "The Culture of Ugliness in Modern Islam", Australian Broadcasting Company [30]
- "What is Shari'a", Australian Broadcasting Company [31]
- "The Narcissistic Delusions of Hosni Mubarak", Australian Broadcasting Company [32]
- "The Nature of Law and Morality", Policy Research Center, Islamic Foundation, Islamic Society of Britain [33]
- "More of the Same: Obama in Cairo", Political Theology Online [34]
- "Obama in Cairo" Commentary, Religion and Ethics Newsweekly, June 4, 2009 [35]
- "Fascism Triumphant?" Translated into Dutch. Opinion, VolZin, The Netherlands, Issue 15, August 7, 2009.
- "Al-Qaeda and Saudi Arabia", Opinion, Wall Street Journal, November 10, 2003.
- "On Rebuilding Iraq", Opinion, Wall Street Journal, April 21, 2003.
- "Past year has been difficult for American Muslims", Editorial, Dallas Morning News, September 8, 2002.
- "US Muslims, Unite and Stand Up", Editorial, Los Angeles Times, July 14, 2002.
- "Moderate Muslims Under Siege", Editorial, New York Times, July 1, 2002.
- "What Became of Tolerance in Islam?" Editorial, Los Angeles Times, September 14, 2001 [36]
- "Terrorism is at Odds With Islamic Tradition", Editorial, Los Angeles Times, August 22, 2001.
- "Islamic Sex Laws", LA Daily Journal, August 15, 1999.
- "Human Rights Must Include Tolerance", Los Angeles Times, August 12, 1997.